# Augstgau
Entités suivantes :
- Sisgau
- Baselgau
- Frickgau
- Buchsgau

L'Augstgau était, au Haut Moyen Âge, un territoire situé au sud du Rhin, en amont de Bâle.

## Histoire
L'Augstgau fut divisé en Sisgau (835), Baselgau (870), Frickgau (926) et Buchsgau (1080). Il était limité par la Birse, la Lüssel, la Siggern (de), l'Aar et le Rhin.

## Comte
Le seul comte connu est Chadaloh, commandant de l'armée d'Arnulf de Carinthie, en guerre avec le roi Rodolphe Ier de Bourgogne.